# 22 (số)
22 (hai mươi hai) là một số tự nhiên ngay sau 21 và ngay trước 23.

## Trong toán học
- Bình phương của 22 là 484.
- Số 22 là số thiếu hụt.
- Số 22 là hợp số chẵn và là một số nửa nguyên tố.
- Số 22 là số ngũ giác.
- Số 22 là số phân hoạch của 8.
- Số 22 là tổng giá trị của hàm phi Euler với 8 số nguyên đầu tiên.
- Số 22 là số Perrin, đứng trước nó là 10, 12 và 17.

## Trong hóa học
- 22 là số hiệu nguyên tố của nguyên tử Titanium (Ti).